# Milesia crabroniformis
Milesia crabroniformis är en tvåvingeart som först beskrevs av Fabricius 1775.  Milesia crabroniformis ingår i släktet Milesia och familjen blomflugor. Inga underarter finns listade i Catalogue of Life.

## Bildgalleri

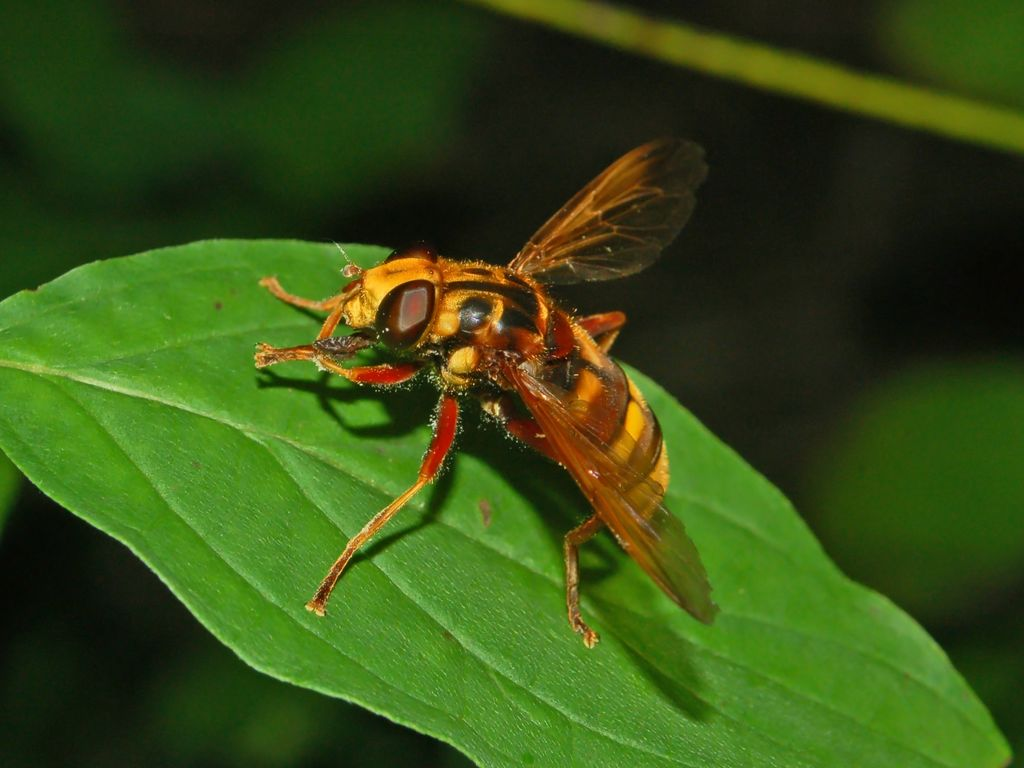
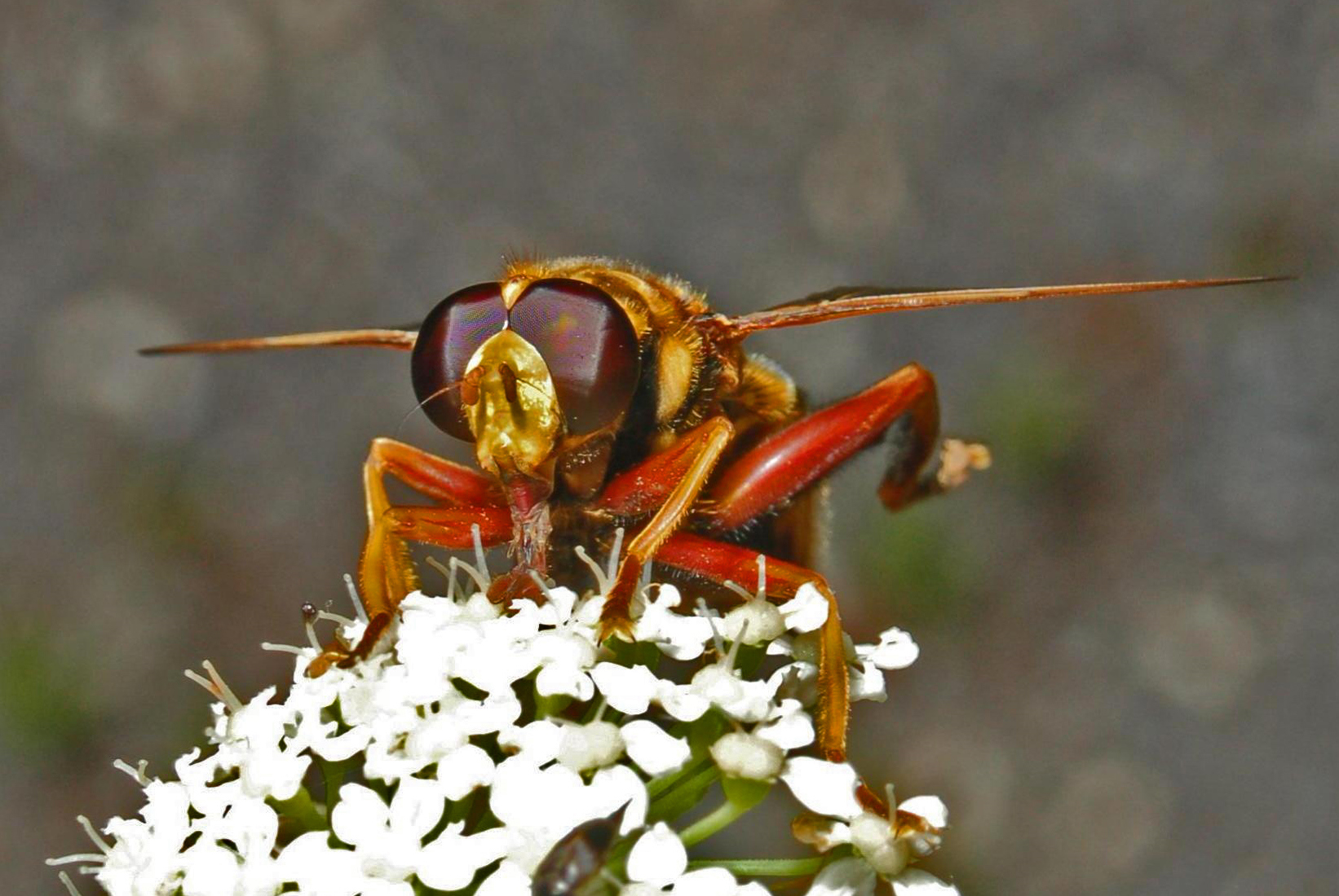